# Коврова, Прасковья Николаевна
Прасковья Николаевна Коврова (24 февраля 1893, с. Юшта, Рязанская губерния — 30 июня 1969, c.Юшта, Рязанская область) — доярка колхоза «Фундамент социализма» (Шиловский район Рязанской области), депутат Верховного Совета РСФСР V-го созыва, дважды Герой Социалистического Труда (1952, 1957).

## Биография
Родилась 24 февраля 1893 года в селе Юшта Рязанской губернии.
Работала дояркой в колхозе «Фундамент социализма» Шиловского района Рязанской области.
Депутат Верховного Совета РСФСР V-го созыва.
Автор брошюры «24 года на ферме».
Умерла 30 июня 1969 года и похоронена в родном селе.

## Награды
- Дважды Герой Социалистического Труда (02.02.1952 и 07.02.1957 — за высокие показатели в животноводстве);
- три Большие золотые медали ВСХВ «За успехи в социалистическом сельском хозяйстве»;
- медаль «Участнику ВСХВ»[4].

## Память

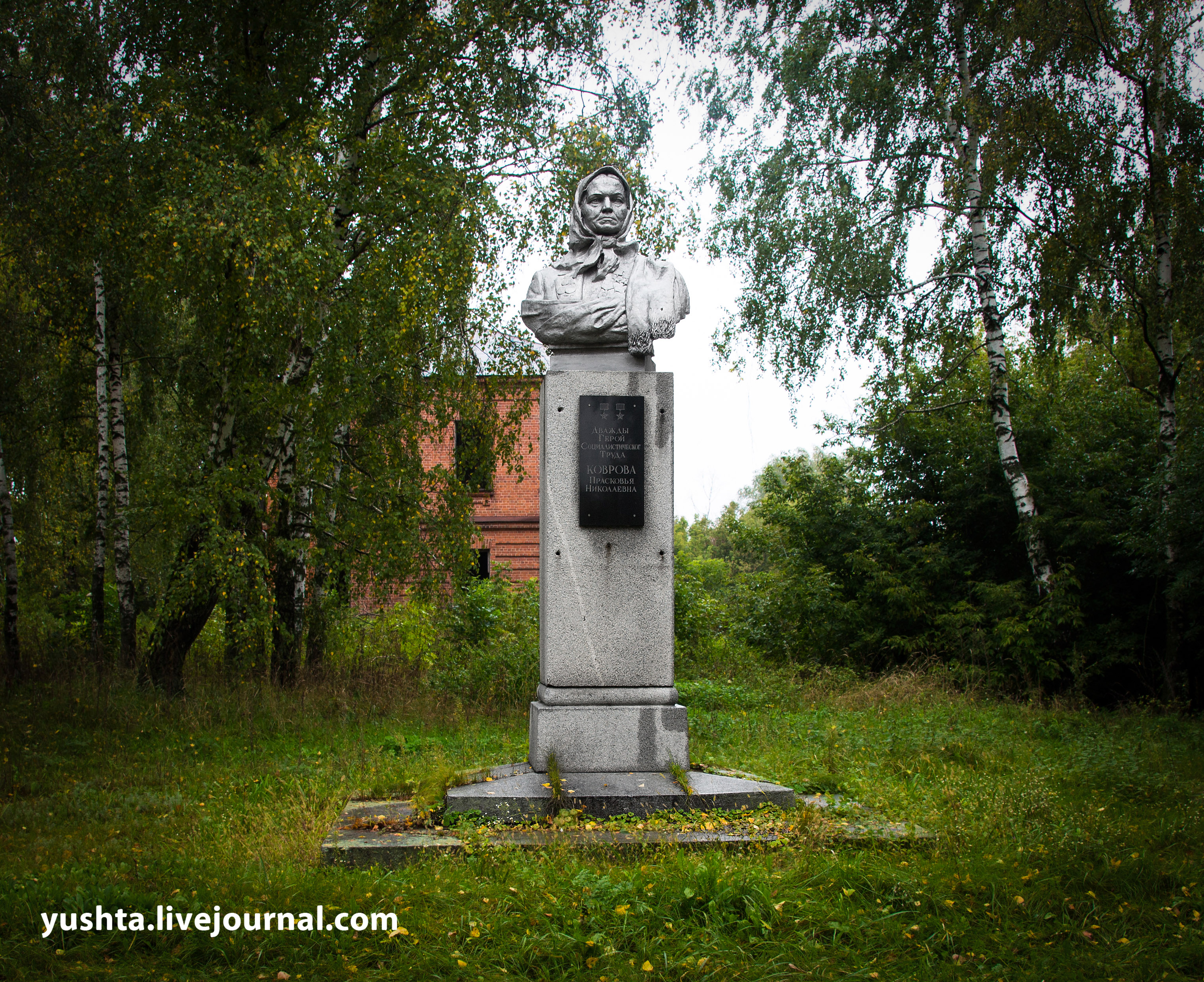
Бюст П. Н. Ковровой в родном селе Юшта

Прасковьи Ковровой установлен бронзовый бюст на её родине.